# Nangay Pampa
Nangay Pampa es un caserío peruano ubicado en el distrito de Pacaipampa, perteneciente a la provincia de Ayabaca del departamento de Piura, al norte del Perú. 

## Ubicación
Nangay Pampa se ubica al sureste de la provincia de Ayabaca, en el distrito de Pacaipampa, en el departamento de Piura.

## Demografía
En 2017 Nangay Pampa tenía una población de 156 habitantes.
| Gráfica de evolución demográfica de Nangay Pampa entre 1993 y 2017 |
|                                                                    |
| Fuentes: Población 1993 y 2017                                     |